# 六房天上聖母
六房天上聖母，或稱「六房媽」，林姓信徒俗稱「六房媽姑婆」或「老姑婆」，外地人士則稱之為「六房媽祖」。為臺灣雲林縣斗六市、斗南鎮、虎尾鎮、土庫鎮、大埤鄉一帶協議輪值祀的天上聖母習俗信仰。

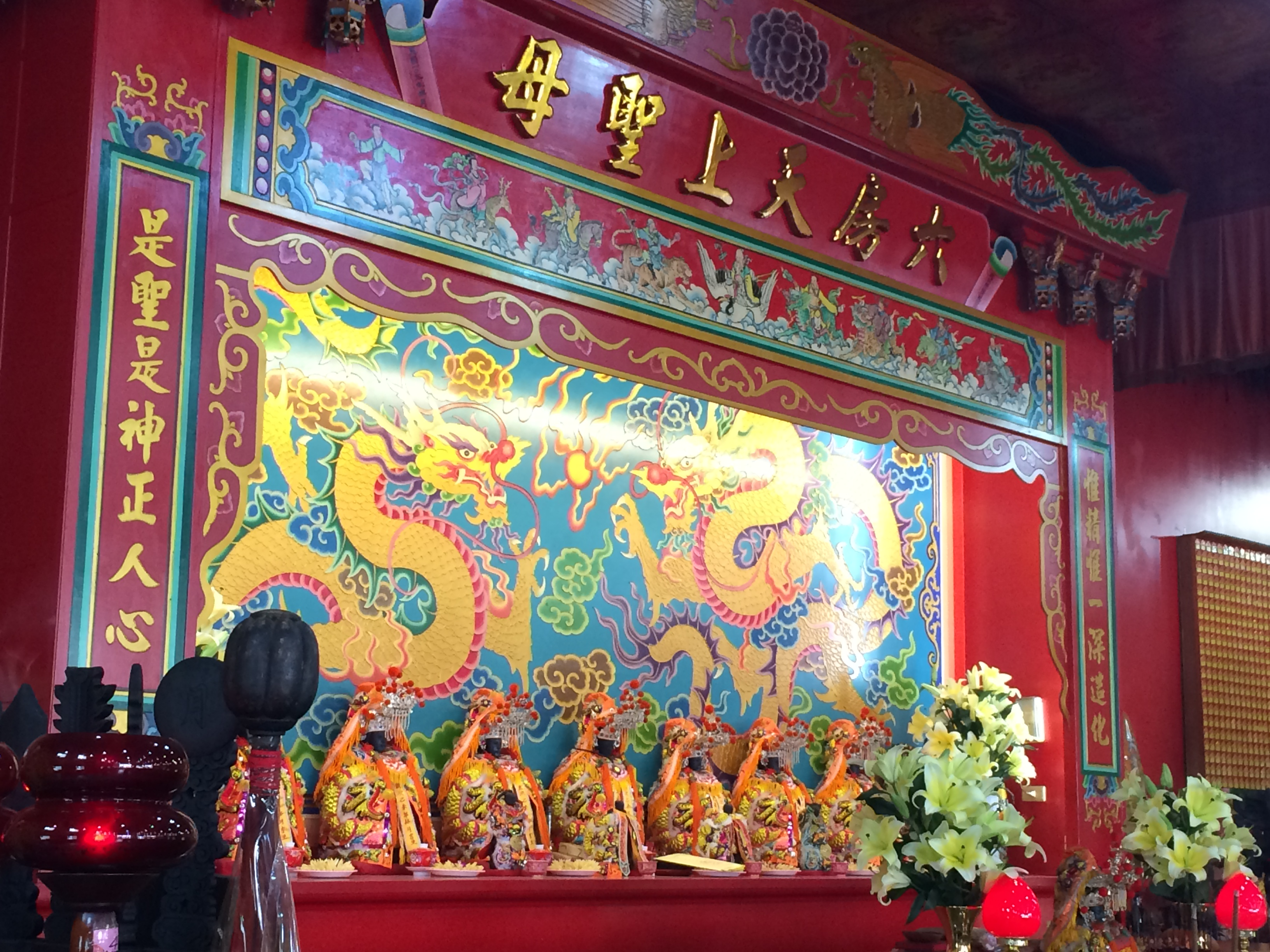
103年-歲次甲午年斗南股斗南紅壇

六房媽是由雲林縣斗六市、斗南鎮、虎尾鎮、土庫鎮、大埤鄉等五個鄉鎮市內數個里、村與聚落組織成「股」，共同輪流奉祀，因此「六房媽」並沒有固定的廟宇，雖然居無定所，但香火鼎盛，信徒年年增加，且每年的過爐繞境慶典為雲林縣內最重要的宗教盛事之一，也是全台灣最大媽祖會組織過爐。
2017年中華民國文化部認定雲林六房媽過爐為重要民俗，登錄為國家重要民俗。

## 信仰源起
六房媽的名稱，傳說是由林氏家族兄弟六房迎奉聖母金身來台，並在六房子孫各自開枝散葉開墾之村莊間輪流奉祀，故稱為六房媽。大房定居斗南股太高媽崙仔（崙仔），二房定居土庫股竹腳寮，三房定居斗南五間厝股五間厝，四房定居斗六大北勢股大北勢，五房定居虎尾過溪股下過溪，六房定居斗六、虎尾的虎尾溪崙子（溪崙子），其中第六房之村莊因光緒年間虎尾溪氾濫而散村，倖存者各自投靠其他各房親友，故目前僅存「五股」輪值。
然而其由來與內容卻眾說紛紜，主要可分為下列兩大類五種說法：

### 媽祖本尊說（官方版本）
民國101年（2012年）時由中華民國六房媽會所主辦的「六房媽宗教民俗與文化論壇」，由林啟元先生提出『六房媽溯源』，引用林氏族譜等資料，正式對外提出「六房媽乃是九牧林六房派下之女」。
據此，中華民國六房媽會以此做為調查指標，最終獲知
六房天上聖母為開閩晉王林祿公第16世孫，九牧林氏祖林披公，第六房蘊公第5世孫林惟轂公之第6女，名默（天妃顯聖錄）。故凡九牧林氏世系派下之各房子孫皆暱稱「媽祖」為「六房老姑婆」。
清康熙初期，現今的大北勢林家（九牧林氏第九房南靖派下之子孫），由祖厝奉請「六房老姑婆」金身隨同渡海來臺開墾，輾轉落腳雲林斗六門大北勢，因商業交易結識鄰近村落的林姓宗親，各林姓宗親得知六房媽存在後紛紛前來祭祀。
而後人因對『六房』之名多有疑惑，卻不認真察證，致使代代傳說而產生眾口鑠金之憾，逕以『房』為兄弟之說而非『九牧林氏第六房』流傳於世，更演化扶鸞說來滿足窺知慾。殊不知事實上，現在過爐祭祀圈五股內各主要的林姓家族，來台發展的時間不一，祖籍各異，彼此更不是兄弟血緣，僅因宗親之關係而共同奉祀六房媽，後林姓宗親組立「宗親會」，奉「六房姑婆」為主神，開始輪值過爐祭祀至今。

### 媽祖分靈說
民間認為媽祖的各分靈，都是媽祖的部將，都是不同的靈體，傳說或因口耳相傳或地域不同對六房媽的由來有不同的情節結果。

### 扶鑾來源
1978年「六房天上聖母祭祠管理委員會」成立後，各方認為六房媽傳說眾說紛紜，故提議六房媽「降乩飛鸞」。於是在1982年6月1日，為確保公平，故六房天上聖母祭祠管理委員會請非五股範圍內的石龜溪的鸞堂扶乩，最終將結果印製成桃紅色傳單，其標題為「六房天上聖母史蹟」。當時的委員會基於神明事由神明決定的原則，皆贊同此一傳單內容而無修改:26。
由於是當時的「六房天上聖母祭祠管理委員會」請示，並經由「六房媽」降乩扶鸞所指示其由來，因此老一輩的信徒皆深信「六房媽」就是救人無數，受「玉皇大帝」勅封的「林美雲」，並非一般所認知的福建湄洲「天上聖母林默」。

## 文獻記載
關於「六房天上聖母」最早的書面資料，可於片岡巖於1914年所出版的《台灣風俗》，第三卷第一章「儒教」，第二節第二款「人類的靈魂崇拜」的第三十一項所找到。此外片岡巖認為六房媽雖冠上天上聖母之稱，但其成神人物、地點與方式卻有別於媽祖，故而獨自劃分為一類:242。
另外片岡巖於1921-1922年所著之《台灣風俗誌》，與1914年《台灣風俗》有所連繫。
『嘉義廳下的打貓街林姓六房的女子，過往昇天為神之後，多由姓林的人來奉祀，並成為附近居民的五穀保護神，祭典多於舊曆4月16日舉行祭祀。』
相良吉哉於1933年所出版的《台南州祠廟名鑑》關於六房媽的起源及斗六、虎尾兩郡的三個神明會事典。並且相良吉哉與片岡巖一樣，未將六房媽與媽祖劃分在同一個類別:243，且特別提及林姓六兄弟分居六地輪值供奉。
1994年由嘉義大林所出的《繹思堂錄金帳》，內附有〈迎請六房天上聖母有關事項彙編〉。

## 傳說事蹟與軼事

#### 六房媽流落土庫股(土庫避難)
昭和十五年（1940年）皇民化時期，臺灣總督府下令實行寺廟整理運動，轄內道教廟宇一律拆除，僅保留儒教及佛教。六房媽降乩指示停止過爐，並速至土庫避難。爾後深感日本政府之壓力沉重，再商議移駕土庫順天宮避難，直至日治時代結束為止。

#### 剷平蟲害
西元1946年大北勢過爐，所有的稻穀都遭受蝗蟲蟲害，後來六房媽指示將爐丹淹在水田裡才有了收穫。

#### 乩童擋洪水/洪水過橋
西元1951年5月（舊曆四月十三日），因草嶺潭連日豪雨滂沱雨量達一百二十米釐之多，導致草嶺潭水位激漲，溢水口被水沖壞了一部份，潭水因無法及時宣瀉而湧出，瞬時水壩潰堤。
潰堤時適逢六房天上聖母由土庫股過港過爐至五間厝，正當黎明破曉繞境隊伍行走到竹腳寮時，北港溪溪水暴漲，大橋遭到洪水沖走。看這對岸的其他陣頭因無法涉溪而只能留在原地等待接駕了，但沒有信眾敢冒然涉水前進，正當時間一分一秒慢慢逼近時，突然六房媽姑婆馬上抓生乩，乩童拿起寳劍開始作法後與神轎直接走下溪中涉水前進，所有信眾一位拉這一位，溪水如被分割成二半來，只要有接觸到神轎者就能渡過湍急的溪水，而全員也平安抵達對岸，這件事情到目前為止還是流傳在當地一則津津樂道的神蹟。

## 繞境過爐

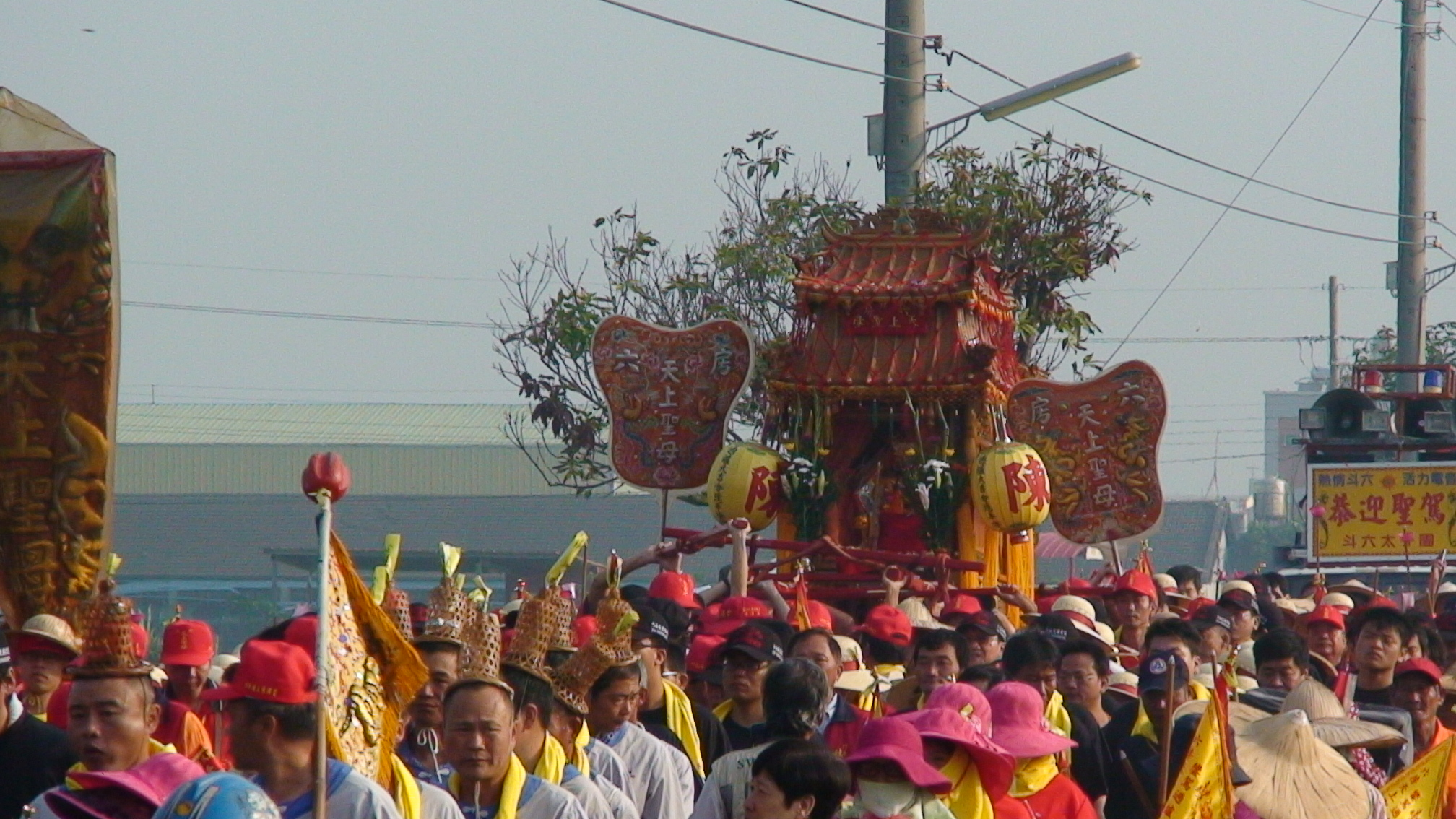
98六房天上聖母過爐

#### 輪值制度
六房天上聖母過爐慶典，由「五股」股內小爐輪流值年籌辦，分別是「斗南股、土庫股、五間厝股、大北勢股、過溪股」，五股依照固定的輪流順序，一年換一股輪值供奉，機會均等。

#### 爐主產生
六房媽值年爐主是由擲杯選產生，凡是輪到主辦六房媽祭祀事宜的部落，會於過爐前一年的農曆二月的第二個星期進行杯選爐主程序，新任爐主必須負責搭建明年供奉六房媽的場所─『紅壇』，並且安排一年內的各項工作，奉祀地點的更換與新舊任爐主的任務交接，稱為『過爐』。也因六房媽每年輪值不同村莊，外地香客找尋紅壇較為不方便，必須透過五股當地居民指引，因為封閉性的活動，故較少人知道此一過爐祭典，所以仍然保留了傳統的古禮。

#### 分旗腳
該年輪值供奉六房媽之輪值股不需參加過爐繞境，但必要在自己的股內準備食物、點心、茶飲等物品。等待其他四股繞境人員至該股接受誠懇款待，當股外參與過爐繞境的隊伍走完全程或是到了某個特定時間之後，由輪值股的鄰里長負責帶領在「小爐會」中分配到的股外人員到他的村庄接受請客，稱為「接頭旗」。這個名稱的由來是因為大部份的人五年才來此地一次，而且請客區域每次都進行調整，受邀者不見得能與五年前的一樣，雙方很可能不認識；請客者辨認被請客者就透過參與繞境隊伍的「頭旗」，那上面寫有村庄名稱及村廟主神的名稱；只要引導頭旗，這參與繞境的隊伍及香客便會跟著走到請客地點，這項請客又稱為「輪旗腳」，為過爐繞境中最特殊也最具有人情味的一面。

#### 隨爐金
在昔日，卸任爐主會奉獻一筆「隨爐金」交給新爐主作為舉辦過爐活動的週轉金。自從民國67年（1978年）管理委員會成立之後，隨爐金改由管理委員會收取，作為行政營運基金。

#### 擔燈
擔燈的含意比較好理解是想要祈求『添丁』也就是生男丁的意思。許多信徒向聖母求子，並發願過爐時為聖母擔燈則此願必成，六房媽過爐時一定可以看到眾多信徒步行擔燈。

#### 擔花
花（華），在古音有『發』的意思，祈求聖母為信徒帶來金錢，又另一說擔花可為後輩子孫或者本身求得好姻緣。

#### 中軍班
安溪寮「中軍班」陣頭目前由蔡朝忠先生領導，每年農曆四月中旬「六房媽」過爐慶典全程參與過爐繞境，每當「六房媽」鑾駕進入值年股庄頭公廟時，神轎必須停駕在公廟廟埕，以便讓「中軍班」進行「唱班」的儀式，在過程當中，有一些禁忌，要特別注意，就是當主帥揮舞著黃令旗時，「六房媽」神轎與主帥中間必須空出一條路來，以便使五營神兵進出方便，曾有隨香客不小心闖入，竟然一陣暈眩，站立不住，據說是因為冒犯了神兵神將的關係。

#### 藥籤、爐丹與龍袍
信眾相信六房媽的「藥籤」、「爐丹」（香灰）以及使用過的「龍袍」（神像的衣服）等物品均具有強大療效。前二者備於紅壇內供信徒求取；後者則為過爐之時，由卸任爐主訂作一套新的龍袍獻給六房媽祖，換下舊的一套自己留存，據說在煎製中藥或草藥時剪一小塊做為藥引，藥效會更顯著。此外，若信眾家人病重，也可迎請六房媽至家中祈福。
另外將同為媽祖系列的雲林六房媽祖藥籤與北港朝天宮媽祖藥籤比對，其數量不同，亦無男科與女科之外的藥籤，籤方內容迥異，可見同一醫藥神，卻可能為不同籤方。
再者依地理關聯，將雲林六房媽祖藥籤與雲林四湖鄉參天宮關聖帝君藥籤比對，發現籤文相似，可見不同醫藥神，卻可能為相同籤方。

## 大事年表[8][11]

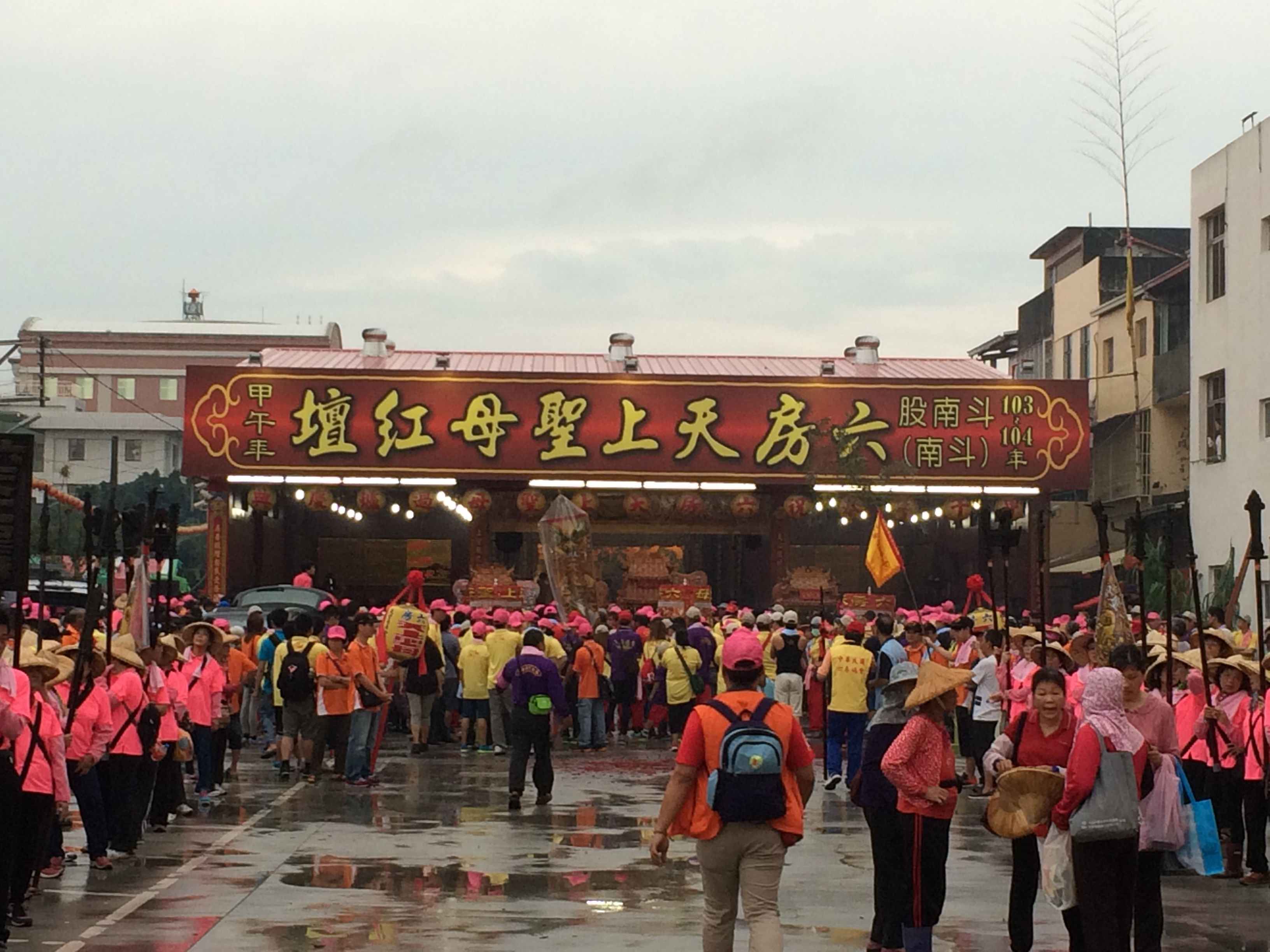
103-104歲次甲午年斗南股斗南紅壇

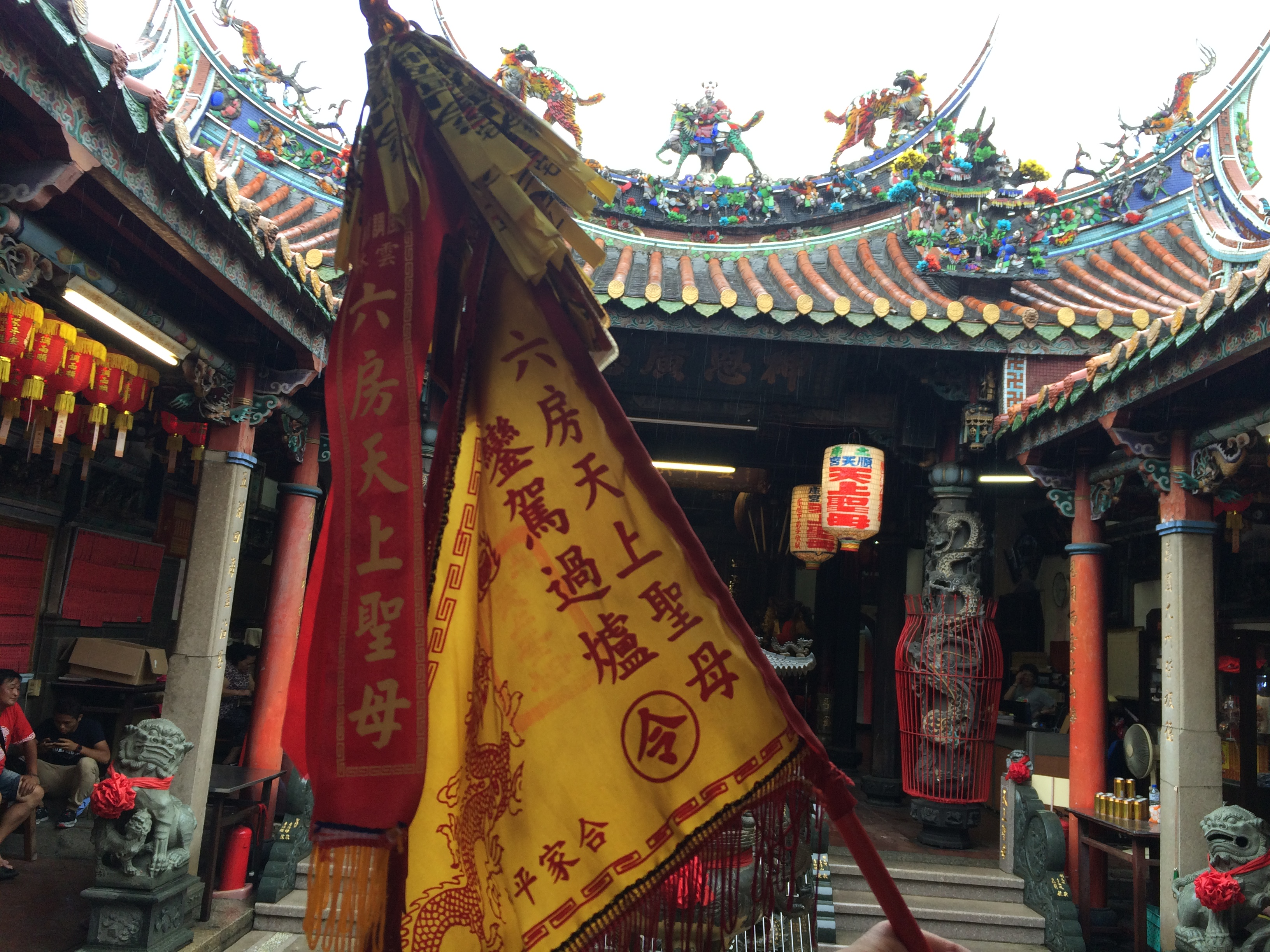
六房天上聖母令旗

- 傳說1654年 清順治年間，聖母金身渡海來台
- 傳說1900年 第六房子孫遇大水災，自此分散，剩五房輪流供奉
- 1940年 六房媽避難土庫順天宮
- 1945年8月 日本投降
- 1946年 六房媽過爐慶典恢復舉行
- 1948年 第一位非林姓爐主產生
- 1973年 大東退出斗南股輪值
- 1978年 老大桌會依「祭祀公業管理辦法」登記成立六房天上聖母祭祀管理委員會
- 1982年 增塑老副媽替代「正駕」擔負各方迎請，稱為「六尊」；6月，六房天上聖母祭祠管理委員會於石龜溪的鸞堂扶乩，獲知六房媽本名為「林美雲」
- 1992年 再增塑五尊副駕，以「六房天上聖母」賦予尊號，分別為「房尊」、「天尊」、「上尊」、「聖尊」、「母尊」
- 2006年 大甲媽祖與六房媽於土庫小爐歷史首會
- 2007年1月 六房天上聖母祭祀管理委員會依「人民團體法」登記為「中華民國六房媽會」；同年，謝永輝理事長發起「正名運動」。
- 2008年 中華民國六房媽會設置「文史委員會」
- 2008年6月 首度召開「97年度第一次民俗及有關文物審議會議」，並以林美雲版本填報上「縣定無形文化資產」，『因祭祀主神之典故尚有歧義，建議再深入詳加訪查調查確認』之歷史性而未通過審核[5]:237
- 2009年 六房媽過爐後正駕在壇，概不請出
- 2009年11月 二度召開「98年度第一次古物、傳統藝術、民俗及有關文物審議會議」，以林美雲版本填報上「縣定無形文化資產」，因『主神起源尚待釐清，保存團體為中華民國六房媽會，待中華民國六房媽會正式提出有關之文件資料再行研議登錄事宜』之歷史性而未通過審核[5]:237
- 2010年9月 首次以媽祖林默版本填報上「雲林縣民俗及有關文物提報表」
- 2011年 六房媽與白沙屯媽祖於過港小爐歷史首會
- 2011年 六房天上聖母赴湄洲媽祖廟『進香謁祖』，為近三百年來首例，隨後前往湄州進香三年，至2014年完科，但並未如同其他媽祖廟一般，從湄州祖廟請回神像加入六房媽公有神像行列[5]:246)
- 2012年12月 「雲林縣101年度第1次古物、傳統藝術、民俗及有關文物文化資產審議會議」，通過將「雲林六房媽過爐」登錄為縣定無形文化資產；同年舉行〈六房隨香—六房媽宗教民俗與文化論壇〉，其後廢除『醫神、五穀保護神林美雲』版本，改正式將『海神媽祖林默』定義為官方版本[5]:238
- 2013年1月 雲林縣登錄「雲林六房媽過爐」為縣定無形文化資產
- 2013年 入選內政部宗教百景節慶信仰
- 2013年 六房媽過爐列為「國家指定重要民俗及有關文化」審議項目之一
- 2014年6月 委託國立高雄師範大學執行雲林縣民俗及有關文物『雲林六房媽過爐』調查研究案
- 2015年6月 土庫股竹腳寮過爐後三日繞境當日擅自將所有陣頭與正駕帶至下湳里國姓公紅壇，經理事會決議處罰一面金牌奉獻給聖母。
- 2016年3月 購置「六房天上聖母文博館」興建用地。
- 2017年7月 首次出現罷免爐主案例
- 2017年8月 文化部第六屆民俗審議會106年第1次會議，通過將其登錄國家重要民俗
- 2017年9月 文化部登錄為中華民國無形文化資產
- 2020年5月 遭遇新型冠狀病毒病，COVID-19疫情，首次過爐簡化不遶境，改為移駕土庫股土庫紅壇
- 2021年4月15日 六房媽與白沙屯媽祖於土庫股再次相會
- 2021年5月 再次因新型冠狀病毒病，COVID-19疫情，過爐簡化不遶境，改為移駕至五間厝股紅壇
- 2021年10月12日 臺灣雲林地方法院民事判決(110年度訴字第379號)土庫股爐主顏麗葉等人侵占六房媽光明燈費用893,700元應連帶給付六房媽會。
- 2022年5月 三度因新型冠狀病毒病，COVID-19疫情，過爐簡化不遶境，改為移駕至大北勢股紅壇。
- 2023年1月 執事牌、龍頭仗、衡仗等共8件文物，通過指定為雲林縣「一般古物」。
- 2023年6月3日　受三年COVID-19疫情，六房媽過爐慶典恢復舉行。
- 2024年5月8日　正駕爐、副媽爐、將公爐及宣爐舉行開爐及安爐典禮。

## 不同股別之公廟分布
| 股別     | 庄頭         | 廟宇名稱           | 主祀               | 陣頭名稱   |
| -------- | ------------ | ------------------ | ------------------ | ---------- |
| 斗南股   | 新厝寮       | 新興宮             | 天上聖母           | 勤習堂     |
| 斗南股   | 烏瓦磘       | 保安宮             | 保生大帝           | 鳳山館     |
| 斗南股   | 新厝仔       | 善觀寺             | 觀音菩薩           | 勤習堂     |
| 斗南股   | 崙仔         | 進興宮             | 玄天上帝           | 鳳山館     |
| 斗南股   | 崙仔寮       |                    | 池府千歲           | 鳳山館     |
| 斗南股   | 將軍崙       | 溫瑤宮             | 溫府千歲           | 勤習堂     |
| 斗南股   | 斗南五里     | 代天宮             | 朱、李、池府千歲   | 無         |
| 土庫股   | 土庫         | 土庫順天宮         | 天上聖母           |            |
| 土庫股   | 過港         | 過港六房天上聖母廟 | 六房天上聖母       | 飛龍團     |
| 土庫股   | 竹腳寮       | 金府宮             | 金府千歲           | 振興社     |
| 五間厝股 | 二重溝       | 真武殿             | 玄天上帝           | 鳳山館     |
| 五間厝股 | 五間厝       | 順安堂             | 清水祖師           | 勤習堂     |
| 五間厝股 | 紅瓦磘       | 照瑤宮             | 七星娘娘           | 鳳山館     |
| 五間厝股 | 下埤頭       | 泰德堂             | 關聖帝君           | 勤習堂     |
| 五間厝股 | 中埤頭       | 玄武宮             | 中壇元帥           | 永春館     |
| 五間厝股 | 頂埤頭       | 泰安殿             | 池府千歲           | 武野館     |
| 大北勢股 | 保長廍中庄   | 保玄宮             | 北極玄天上帝       | 無         |
| 大北勢股 | 保長廍下厝仔 |                    | 玄天上帝           | 無         |
| 大北勢股 | 保長廍頂庄   | 保清宮             | 清水祖師           | 金獅館     |
| 大北勢股 | 大北勢       | 天聖宮             | 天上聖母           | 武德團     |
| 大北勢股 | 石厝林仔頭   | 進天宮             | 池府千歲           | 勤習堂     |
| 過溪股   | 大庄         | 北極殿             | 玄天上帝           | 永春館     |
| 過溪股   | 三塊厝       | 姚正宮             | 姚府千歲           | 勤習堂     |
| 過溪股   | 溪埔仔廍     |                    | 中壇元帥           | 春盛堂     |
| 過溪股   | 下竹圍       | 太子宮             | 中壇元帥           | 鳳山館     |
| 過溪股   | 中興         |                    | 六房天上聖母       | 無         |
| 過溪股   | 汕尾         |                    | 中壇元帥           | 無         |
| 過溪股   | 頂過溪       | 聖母宮             | 六房天上聖母       | 金獅陣     |
| 過溪股   | 崁仔腳       | 順天宮             | 玄天上帝           | 布家金獅陣 |
| 過溪股   | 頂竹圍       |                    | 觀音佛祖、清水祖師 | 布家金獅陣 |
| 過溪股   | 下過溪       |                    | 觀音佛祖、清水祖師 | 勤習堂     |
| 過溪股   | 下惠來       | 惠聖宮             | 天上聖母(四媽)     | 勤習堂     |
| 過溪股   | 大路墘       | 元帥宮             | 玄天上帝           | 布家金獅陣 |
| 過溪股   | 頂惠來       | 晉天宮             | 李府千歲           | 勤習堂     |

## 正名運動與疑點
2006~2007年， 謝永輝理事長提出『六房媽即是媽祖』的觀點，並要求"社團法人中華民國六房媽會"以《莆田九牧林氏族譜》為前提進行調查，發現眾多記載皆為錯誤之事，及對於扶鸞結果採『傳說來源有疑』、『未確認之史實高於神諭:245-246』等原則，故此為其「正名」所發起的活動，而後出書《六房媽誌》。

### 來臺過程
六房媽經-湄洲九牧林直系嫡親，由祖厝所帶來。並非各股鄉間引述扶鑾所載之廣東惠州海豐縣林姓六兄弟所帶。
- 2003年，土庫張進丁與大埤林森寶曾前往廣東省海豐縣尋根，無果[b]，但有去到一座供奉媽祖的存落，位於海豐縣梅隴鎮。雖張進丁表示此村落的媽祖信仰是由莆田林姓總兵至海豐縣任官所代過去，但在正名運動後「六房媽會」並未採納張進丁的說法，而以梅隴鎮為來臺起點進行追蹤，從而認定六房媽即湄州媽祖[3]:39。

### 親屬關係傳說
藉由五股眾林姓家族（含林姓六兄弟以外的族群）的家族族譜發現，各林姓家族來台發展的時間不一、祖籍各異，且彼此更不是兄弟血緣，因此更加確信民間流傳300年的傳說為錯誤說法。

### 過爐時間
據六房天上聖母會表明，六房媽正確過爐時間為農曆3月23日，而非農曆4月10日~4月16日，只因戰後為感謝土庫避難時，土庫順天宮的庇護才改變。

#### 例祭時間
『台南州祠廟名鑑』虎尾郡、斗六郡當中所記載『例祭 舊曆四月十二日』，與現今所稱為『感謝土庫順天宮庇護，因而於戰後修改過爐（例祭）時間』有所衝突，且在原版是因感謝而由土庫股算為第一個輪值股。

### 各股起源
經過六房媽會調查發現，台灣二次大戰前的過爐祭祀，並不以「股」稱，而是以庄頭名稱，例如「六房媽在某某庄的爐主厝」，故而不曾有過六股的說法，六股的說法乃是套用扶鑾說裡「六房分六股」。即便是所謂之現今五股，也僅戰後林姓宗親無資力奉祀，於是由各主頭祭祀的林家進行招募股腳，如此才訂定了「股域」，因此「股」的稱呼語，行成為現今過爐祭祀股域，所存在時間嚴格言才70年。

### 輪值六股的起源變更
以文獻『台南州祠廟名鑑_虎尾郡_虎尾郡宗教團體』所載，以大北勢過爐記錄摘要最為具體指出｢林姓兄弟六人｣。六房媽會於近年查後得知，獻股內各股主要林姓家族，彼此非兄弟關係，僅係宗親關係。又訪查得知，於台灣戰後恢復過爐前，六房媽祭祀組織不稱為｢股｣，而是以輪值庄頭為稱呼，由宗親會長老會指派輪值事宜，故而流傳於各鄉間的｢六股｣之說則為虛構的存在。

### 六房媽稱號及地位修正
現今六房媽會已將六房天上聖母定義為媽祖，但其紅壇仍保留六房天上聖母之名。
另六房媽也由林姓六兄弟供奉的家族神，更變為林姓宗親所共奉的宗族神。

## 其他從神

### 文武二將
六房媽會於調查中發現，文武將公擁有三寸金蓮，研判其性別並非男童而是女童，且發現手中所握為寶劍及印信。故此推測並非各股鄉間所傳之印童與劍童，而是持劍印之日月宮娥。

### 千里眼與順風耳
在民間的神話傳說中，替媽祖察聽世情的兩大駕前護衛神分別為左手持方天畫戟，右手舉至額前做遠視狀，頭為獨角的千里眼以及左手持月眉斧頭，右手舉至側耳作聽音狀，頭有雙角的順風耳。而六房媽身邊的千里眼及順風耳則是手握金元和銀碇（千里、順風普遍皆為手持武器，唯有白沙屯媽祖與六房媽相同），並各別為三角及雙角。

## 考證

### 起源地
由台南州祠廟名鑒內，斗六街大北勢爐主林詩禮報備過爐所載，六房媽起源於「徽州」，然徽州所在位置已困擾眾信徒數十年，但大致可分為以下兩類：
1.媽祖林默所在的「湄洲」，此為九牧六房之說
2.民間傳說及扶鸞指示當中，林美雲所在之「惠州」，此為五股六房之說
其後，在六房媽會的評斷下認為比起「惠州」，「湄洲」則在閩南語發音轉為日語讀音登寫上較為接近徽州一詞。
- 高雄師範大學助理教授徐雨村認為湄洲在臺語發音上雖接近徽州，但相良吉哉或代其訪談的教師必然會跟受訪者進行核對，否則無法寫出正確的漢字。其次，即使是湄州誤植成徽州，但在五股內尚未見到湄州林姓的後裔[3]:23。

### 六房媽神名
早期六房媽紅壇發布的小紅冊當中曾稱其本名為「林美雲」，而近年來六房媽會宣稱為了正名因而又改為媽祖「林默」。

### 執事牌昭示
就所留存之物證觀之，有1889年之祭祀職員所奉獻之執事牌，其上昭示為「六房天上聖母」。
執事牌昭示：
「『六房天上聖母  欽祀祭典』清光緒十五年職員徐德新叩謝」

## 其他

### 組織
以文獻《臺南州祠廟名鑑》〈斗六郡宗教團體〉所載，在六房天上聖母祭祀管理委員會出現以前，曾有過「六房天上聖母會」與「六房媽會」的出現，且彼此間的職責各不相同，且於戰後，更有「老大桌會」之存在。
「六房天上聖母會」的主祀神為『六房天上聖母』，專負責輪值及爐主選取事項；而「六房媽會」的主祀神為『四大將公』，職責為規劃過爐路線……等事務。

### 六房媽會與爐主之間的關係
民國67年（1978年），「六房天上聖母祭祠管理委員會」作為補導爐主的立場而成立。至民國101年（2012年）開始，「中華民國六房媽會」重新定義與爐主只是「委託代管之關係」，由輔導立場改為可決定爐主之職能。

### 聖誕
民間傳說中，媽祖林默娘的生日為農曆三月。而六房媽則為延遲一個月的四月。
另在官方版本在證明事項敘說六房媽聖誕日是為感謝土庫避難，從而於戰後才變更為農曆四月，但在『台南州祠廟名鑑』當中卻記載，日本時代六房媽聖誕日便為農曆4月12日，從未變更過。

## 重要事件

### 插股爭議
六房媽會於民國106年（2017年）6月，通過「六房媽與每房爐主以1：3比例方式，共同負擔紅壇經營費用」方案決議，並強迫爐主簽定保密條約引起信眾不滿，為此於斗南鎮六房媽文史館籌備處前白布條抗議「插股」。
六房媽會則於事後出面澄清及解釋。

### 換爐主
民國106年（2017年）7月，因過溪股（大庒）下任爐主，紅壇預定地擺不平且自作主張更換地點，經會議成員多數表決通過，改由北極殿擔任。

### 六房媽會向爐主所要200萬資金之網路傳言
民國108年（2019年）4月，網路流傳全國六房媽會幹部欲向今年爐主顏麗葉索新臺幣200萬元給該會，該會理事長徐萬成指出，近來網路不實的謠言不僅汙衊他個人，也嚴重損傷六房媽會的名聲，讓該會所有理監事共同蒙受不白之冤。

## 延伸組織
除了雲林當地之外，在嘉義大林以及台北士林、桃園、新竹、台中、彰化、南投埔里等地也有六房天上聖母會組織，其中以埔里六房媽會及台中市六房媽會與新竹六房媽會組織最具規模。

## 外部連結
- 行政院文化部文化資產局
- 六房媽全球資訊網
- 中華民國六房媽會 （页面存档备份，存于）